# Shin Megami Tensei: Devil Summoner - Raidou Kuzunoha vs. The Soulless Army
Shin Megami Tensei: Devil Summoner - Raidou Kuzunoha vs. The Soulless Army est un jeu vidéo de type action-RPG développé et édité par Atlus, sorti en 2006 sur PlayStation 2.
Une version remasterisé intitulée Raidou Remastered: The Mystery of the Soulless Army sortira le 19 juin 2025 sur Windows, Nintendo Switch, Playstation 5 et Xbox Series.

## Système de jeu
Contrairement aux précédents jeux Megami Tensei qui utilisaient des systèmes de combat au tour par tour, le système de combat utilisé dans Devil Summoner est en temps réel. Le personnage du joueur, Raidou Kuzunoha, peut attaquer soit avec son épée à courte portée, soit avec son pistolet à longue portée. Il peut également invoquer un démon de sa collection pour l'aider au combat. Les combats eux-mêmes se déroulent dans de petites « arènes » fermées et peuvent généralement être échappés, bien que cela prenne un temps aléatoire. Les combats se déroulent contre une variété de démons que le joueur rencontrera au hasard en explorant la carte, avec différents démons apparaissant en fonction de l'endroit où se trouve le joueur. Le joueur peut capturer ces démons après les avoir affaiblis, puis les invoquer au combat pour combattre à ses côtés. Devil Summoner permet également la fusion entre les démons. Cependant, les démons doivent avoir une loyauté envers Raidou ; pour augmenter la loyauté, ils doivent se battre ensemble à travers de nombreuses batailles. Un niveau élevé de loyauté débloque également une attaque combinée avec l'épée ou le pistolet. Outre la fusion de base « deux pour un », un démon peut également être fusionné avec l'épée de Raidou, rendant ainsi l'arme plus puissante.

En dehors des combats, le joueur est libre d'explorer plusieurs zones du Tokyo de la période Taishō. De nombreux quartiers historiques réels sont représentés ici, comme Tsukudo-cho, bien que généralement sous des noms fictifs. Le joueur peut également parcourir le sanctuaire Shinoda (en réalité le sanctuaire Hijiri) à Izumi, Osaka, qui figure en bonne place dans la légende de Kuzunoha dont Raidou partage le nom de famille.

## Accueil
- Jeuxvideo.com : 15/20[1]